# Watch Out (chanson d'Alex Gaudino)
Singles de Alex Gaudino
Que Pasa Contigo
(2007) I Love Rock 'n' Roll
(2008)
Singles par Shena
Electrosexual
(2007) Fantasy
(2008)
Watch Out est une chanson de Alex Gaudino en collaboration avec la chanteuse anglaise Shena, sorti le 28 janvier 2008. Il s'agit du 3e single extrait de l'album My Destination.

## Liste des pistes
- 12" Maxi (Rise)

1. Watch Out (Extended Mix) - 7:14
2. Watch Out (Jason Rooney Remix) - 7:41
3. Watch Out (Nari & Milani Remix) - 6:47
4. Watch Out (Robbie Rivera Remix) - 7:18

- CD-Maxi (Ministry Of Sound)

1. Watch Out (Radio Edit) - 2:59
2. Watch Out (Extended Mix) - 7:16
3. Watch Out (Nari & Milani Remix) - 6:49
4. Watch Out (Jason Rooney Remix) - 7:41

- CD-Single (Spinnin')

1. Watch Out (UK Radio Edit) - 2:56
2. Watch Out (Mac Project Remix) - 6:24
3. Watch Out (Nari & Milani Remix) - 6:47
4. Watch Out (Robbie Rivera Remix) - 7:19
5. Watch Out (UK Club Mix) - 7:12

## Classement par pays
| Classement (2008)               | Meilleure position |
| ------------------------------- | ------------------ |
| Belgique (Flandre Ultratip 100) | 2                  |
| Belgique (Wallonie Ultratip 50) | 9                  |
| Italie (FIMI)                   | 12                 |
| Irlande (IRMA)                  | 23                 |
| Pays-Bas (Single Top 100)       | 12                 |
| Pays-Bas (Dutch Top 40)         | 9                  |
| Royaume-Uni (UK Singles Chart)  | 16                 |